# 1802
1802 (MDCCCII) je bilo navadno leto, ki se je po gregorijanskem koledarju začelo na petek, po 12 dni počasnejšem julijanskem koledarju pa na sredo.

## Rojstva
- 12. junij - Harriet Martineau, angleška sociologinja, ekonomistka in filozofinja († 1876)
- 24. julij - Alexandre Dumas, francoski pisatelj († 1870)
- 5. avgust - Niels Henrik Abel, norveški matematik († 1829)
- 7. avgust - Germain Henri Hess, švicarsko-ruski kemik, zdravnik († 1850)
- 11. avgust - Jernej Vidmar, slovenski škof († 1883)
- 13. september - Arnold Ruge, nemški filozof in politični pisec († 1880)
- 15. december - János Bolyai, madžarski matematik († 1860)

## Smrti
- 18. januar - Antoine Darquier de Pellepoix, francoski astronom (* 1718)
- 26. september - baron Jurij Bartolomej Vega, slovenski matematik, fizik, častnik (* 1754)